# 香葉多香果
香葉多香果，又稱為西印度月桂，是桃金孃科的一個物種，原生於加勒比地區。香葉多香果可用在料理上，也可提煉成精油，製成一種被稱為「桂油香水」的科隆香水。香葉多香果的樹可長至12公尺高；花色是白色的，約10毫米寬；果實呈橢圓狀，約7至12毫米長。
香葉多香果被引入世界各地，並在大洋洲裡熱帶地區大量繁植，成為多個地區的侵入物種。

## 外部連結
維基物種上的相關：Pimenta racemosa
 维基共享资源上的相關多媒體資源：Pimenta racemosa